# Dairago
Dairago település Olaszországban, Lombardia régióban, Milánó megyében. Lakosainak száma 6412 fő (2023. január 1.). Dairago Arconate, Busto Arsizio, Busto Garolfo, Legnano, Magnago, Villa Cortese, Buscate és Pozzuolo Martesana községekkel határos.

## Népesség
A település lakossága az elmúlt években az alábbi módon változott:
| Lakosok száma | 6139 | 6355 | 6420 | 6412 |
|               | 2013 | 2017 | 2018 | 2023 |